# باشگاه فوتبال مالمزبوری ویکتوریا
باشگاه فوتبال مالمزبوری ویکتوریا (به انگلیسی: Malmesbury Victoria Football Club) یک باشگاه فوتبال در شهر مالمزبوری، کشور انگلستان است که در سال ۱۸۹۶ میلادی تأسیس شده‌است.